# Gislaine Cristina Souza da Silva
Gislaine Cristina Souza da Silva (* 22. August 1988 in São José dos Campos, São Paulo) ist eine brasilianische Fußballspielerin.

## Karriere

### Verein
Gislaine fand als Jugendliche Anschluss an den führenden Sportverein ihrer Heimatstadt, den São José EC, für den sie seit 2004 in der ersten Kader der Frauenmannschaft aufläuft. Zusammen mit Formiga, Andressa Alves und Bruna Benites bildete sie hier den Kern einer erfolgreichen Mannschaft, die drei Mal die Copa Libertadores Femenina gewinnen konnte. Im Spätjahr 2015 zog sie sich eine schwere Verletzung zu, an der sie nach einer kompliziert verlaufenden Operation über ein Jahr laborierte. Erst seit dem Frühjahr 2017 befindet sie sich wieder im Aufbautraining.
Zum Jahresbeginn 2018 wechselte Gislaine zum SC Corinthians nach São Paulo.

### Nationalmannschaft

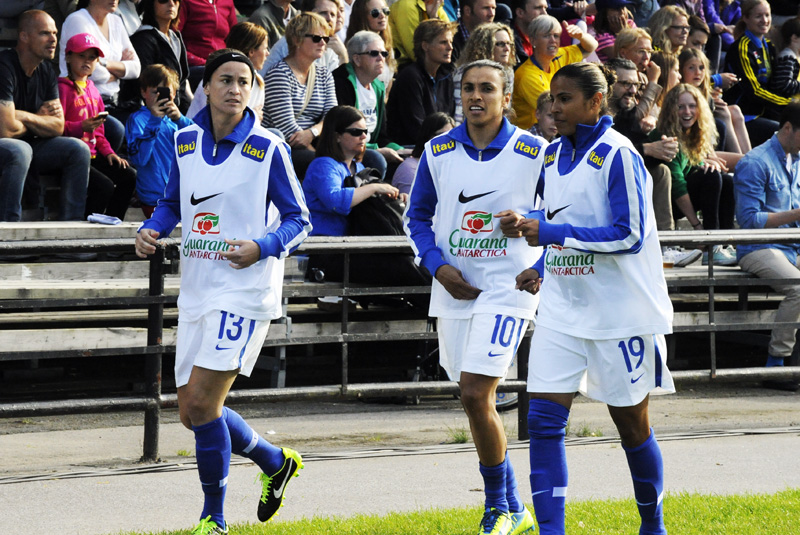
Gislaine (links) mit Marta und Fabiana im März 2013 in Stockholm.

2008 gehörte Gislaine der Juniorinnenauswahl der brasilianischen Nationalmannschaft bei der U-20-Weltmeisterschaft in Chile an, bei der sie allerdings nicht zum Einsatz gekommen ist.
Anlässlich eines Freundschaftsspieles gegen Schweden (1:1) am 19. Juni 2013 in Stockholm ist Gislaine von Nationaltrainer Márcio Oliveira erstmals in den A-Kader berufen wurden. Zu ihrem ersten Länderspieleinsatz kam sie bei dem Einladungsturnier des Valais-Cups in der Schweiz durch ihre Einwechslung gegen Neuseeland (0:1) am 22. September 2013 in Châtel-Saint-Denis. Ihr Startelfdebüt folgte darauf am 25. September gegen Mexiko (4:0) in Savièse.
Im November 2017 ist Gislaine von Trainer Vadão wieder in das Trainingslager der Nationalmannschaft eingeladen wurden.

## Erfolge
Nationalmannschaft:
- Gewinnerin des Vier-Nationen-Turniers in Brasilien: 2013

Verein:
- Internationale Frauenvereinsmeisterschaft: 2014
- CONMEBOL Copa Libertadores: 2011, 2013, 2014
- Brasilianische Meisterin: 2018
- Brasilianische Pokalsiegerin: 2012, 2013
- Staatsmeisterin von São Paulo: 2012, 2014, 2015